# Johannes Leonardus Terwen
Johannes Leonardus Terwen (Dordrecht, 10 februari 1813- Gouda, 9 december 1873) was een Nederlands schrijver.

## Leven en werk

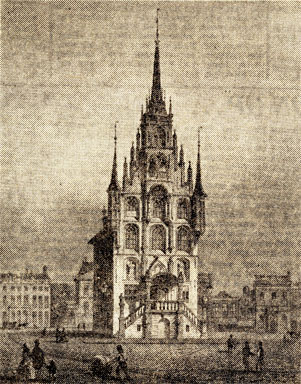
Het door Terwen omstreeks 1850 getekende stadhuis van Gouda

Terwen werd in 1813 in Dordrecht geboren als zoon van Adriaan Terwen en Maria Weijmans. Zijn tweelingbroer droeg dezelfde voornamen maar dan in omgekeerde volgorde. In 1838 vestigde hij zich als onderwijzer in Gouda. Hij werd hoofdonderwijzer in Gouda aan een bijzondere school voor jongens en vervolgens leraar aan de Latijnse School van Gouda. Hij schreef verschillende boeken over de geschiedenis en topografie van Nederland waarvan Het Koninkrijk der Nederlanden een van de belangrijkste is. G.M. Kurz, J. Poppel, F. Foltz, L. Oeder en J.M. Kolb zijn de belangrijkste kunstenaars die de staalgravures voor dit werk maakten.
Het koningrijk der Nederlanden, voorgesteld in eene reeks van naar de natuur geteekende schilderachtige gezigten is een Nederlandse uitgave geschreven door J.L. Terwen en uitgegeven bij G.B. van Goor in Gouda diverse drukken in 1858-1861-1862, in 2 of 3 delen, meestal met 2 of 3 staalgravure frontispieces en tussen de tekst 136 staalgravures van alle belangrijke steden en plaatsen in Nederland.
Er is veel vraag door kunstliefhebbers naar deze staalgravures, reden voor menige handelaar deze afbeeldingen uit de boeken te verwijderen en ze dan voor aanzienlijke prijzen van de hand te doen. Door deze handelwijze blijven dan drie boeken over zonder platen die dan moeilijk verkoopbaar zijn.
Terwen trouwde in 1841 met Klazina Johanna Schultz. Na haar overlijden in 1843 hertrouwde hij in 1845 te Gouda met haar zuster Wilhelmina Schultz, beide dochters van Jacobus Hendrik Schultz en Johanna van Bentum. Hij overleed in december 1873 op 60-jarige leeftijd in zijn woonplaats Gouda. Zijn zoon Adrianus Jacobus (1841-1918) was tekenaar en graveur van stadsgezichten.